# De Pinte
De Pinte è un comune belga di 10.216 abitanti, situato nella provincia fiamminga delle Fiandre Orientali.

## Geografia fisica

### Territorio
|  | Il comune di De Pinte è composto da 2 abitati principali: - De Pinte (I) - Zevergem (II) |

Gli abitati confinanti sono: (a) Sint-Denijs-Westrem comune di Gent, (b) Zwijnaarde comune di Gent, (c) Schelderode , comune di Merelbeke, (d)Melsen , comune di Merelbeke (e) Vurste comune di Gavere, (f) Eke comuni di Nazaret, (g) Nazaret, (h) Deurle comune di Sint-Martens-Latem e (h) Sint-Martens-Latem

## Società

### Evoluzione Demografica
Nel 1977 vennero annessi al comune gli abitati di Zevergem 

## Amministrazione

### Gemellaggi
- Freiamt (Germania)